# سایمون کوپلند
سایمون کوپلند (انگلیسی: Simon Copeland؛ زادهٔ ۱۰ اکتبر ۱۹۶۸) بازیکن فوتبال اهل بریتانیا است.